# Antonipark

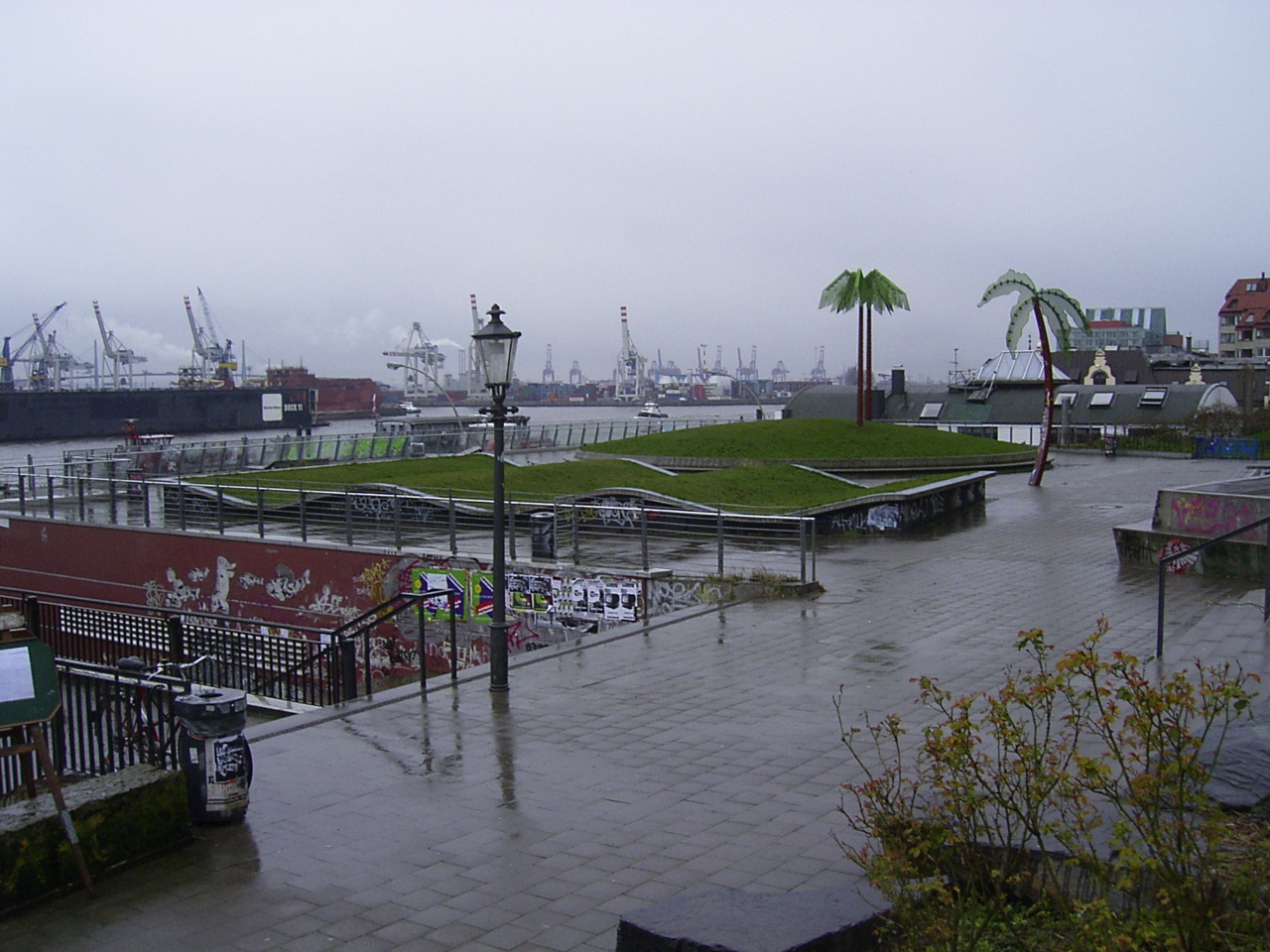
Blick über den Park Richtung Westen

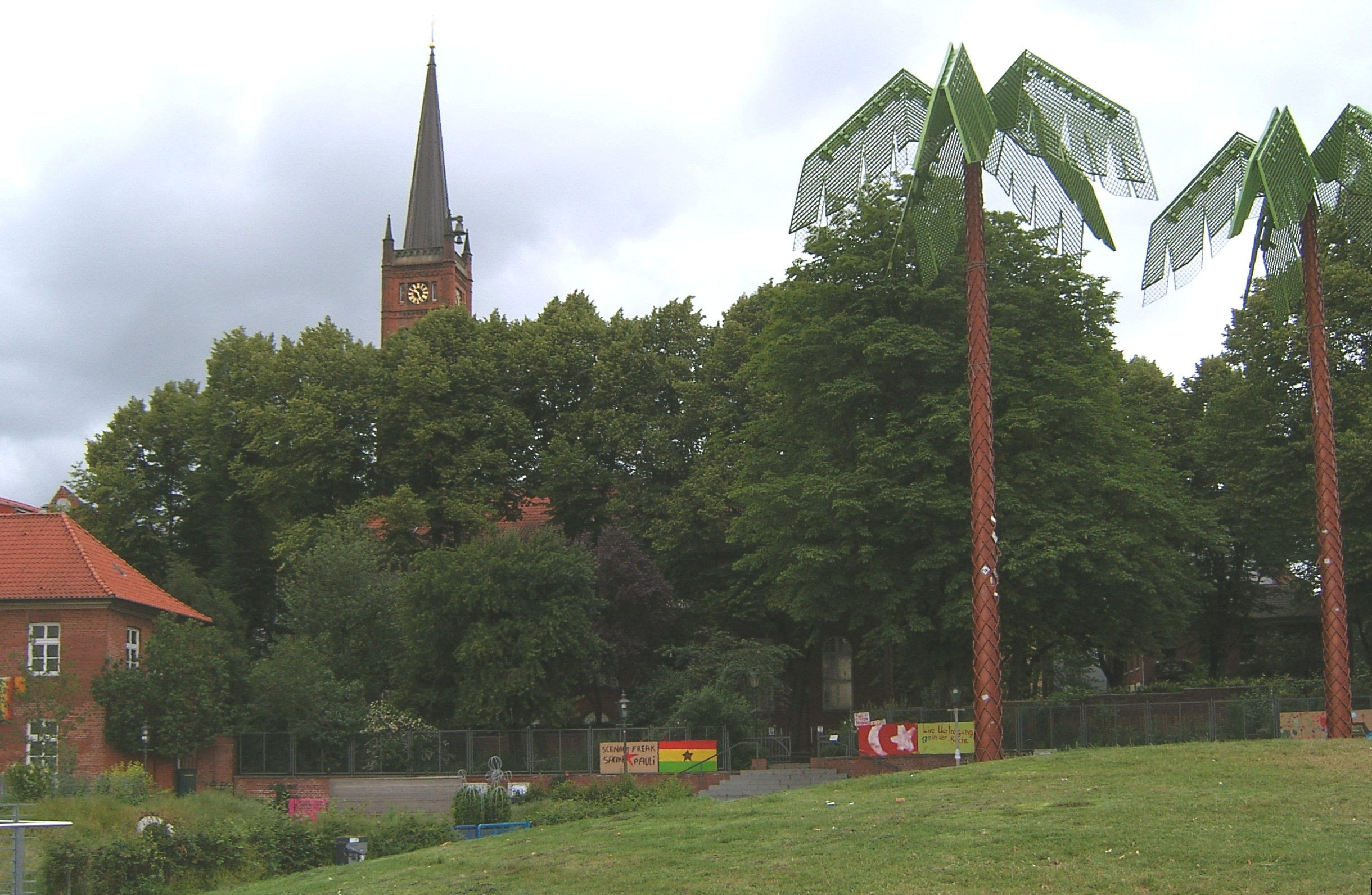
Der Park von Südosten, im Hintergrund die St.-Pauli-Kirche

Der Antonipark (auch unter dem Namen Park Fiction bekannt) ist ein kleiner öffentlicher Park in Hamburg. Er liegt am Elbhochufer, an der Kreuzung Pinnasberg/Antoni-/Bernhard-Nocht-/St.Pauli-Hafenstraße und größtenteils im Stadtteil Altona-Altstadt an der Grenze zu St. Pauli.

## Geschichte

### Entstehung
Das Viertel ist baulich hoch verdichtet, weist ein auch behördlicherseits anerkanntes Grün- und Freiflächendefizit auf und wird aufgrund seiner Lage zwischen Altonaer Fischmarkt und Reeperbahn zusätzlich rund um die Uhr von großen Besuchermassen bevölkert. Deshalb forderten Anwohner, soziale Einrichtungen, die Kirchengemeinde und die einzige Schule des Quartiers ab 1994/95 einen öffentlichen Park anstelle der von der Stadt im B-Plan Altona-Altstadt 35 beabsichtigten Lückenschließungen mit mehrgeschossigen Wohn- und Bürogebäuden in geschlossener Bauweise; außerdem wollten sie den von Rocko Schamoni ins Leben gerufenen Golden Pudel Club (in den Räumen des historischen Hafentreppen-Café) erhalten, der vom Abriss bedroht war.

### Langwierige Umsetzung
Die Idee für den Park und der Name Antonipark entstanden 1994 im Hafenrandverein für selbstbestimmtes Leben auf St. Pauli e. V., einer Nachbarschaftsinitiative, die sich Anfang der 1990er im Zuge der Auseinandersetzungen um den Erhalt der Hafenstraße gegründet hatte. Das Nachbarschaftsnetzwerk fertigte erste Skizzen für diesen Park an und machte das Projekt in Nachbarschaft und Medien bekannt. In diesem Zusammenhang wurde auch das Kunstprojekt Park Fiction entwickelt, das zunächst als „Kunst im öffentlichen Raum Projekt“ finanziert, Ausstellungen, Vorträge, eine Kollektive Wunschproduktion und einen Planungsprozess als Spiel im Stadtteil organisiert hat. Die gesammelten Wünsche bildeten die Grundlage für die konkrete Gestaltung der Fläche – und die Initiative blieb bis zur Realisierung des Parks in die Planung eingebunden.
Trotz der aktiven Bürgerbeteiligung zog sich die Planungsphase über rund ein Jahrzehnt hin. Verantwortlich dafür waren vor allem die regierenden SPD-Bezirkspolitiker aus Hamburg-Mitte, die die unmittelbare Nähe zu den symbolbeladenen Hafenstraßenhäusern zum Anlass nahmen, die Realisierung des Projekts zu behindern. Anders in Altona: Hier fanden die Forderungen der Initiative früh Unterstützung in der Kommunalpolitik, namentlich bei dem damaligen SPD-Kreisvorsitzenden Olaf Scholz und dem GAL-Fraktionsvorsitzenden Olaf Wuttke, die sich innerhalb ihrer Parteien und bei der Hamburger Verwaltung für die notwendige Planänderung einsetzten. Auch die Kompetenzüberschneidungen zwischen einer Vielzahl von Behörden und Dienststellen trugen ein gerüttelt Maß zur Verzögerung des Prozesses bei: Zumindest zeitweise waren sechs Behörden (für Stadtentwicklung, Finanzen, Schule und Sport, Kultur, Inneres und Umwelt) beteiligt, dazu die Bezirksämter Altona und Mitte sowie das Landes- und zwei Bezirksparlamente.
Der Antonipark wurde schließlich schrittweise zwischen dem 4. September 2003 und August 2005 eröffnet; er liegt teilweise auf dem Dach einer neu gebauten Schulturnhalle und bezieht auch die östlich gelegene kleine Grünfläche namens Schauermanns Park sowie den Kirchgarten der nördlich angrenzenden St.-Pauli-Kirche ein. Der Projekttitel Park Fiction hat sich in Nachbarschaft und Fachpresse auch als Name für den Park durchgesetzt und wird angeblich sogar in behördlichen Texten verwendet. Neben dem spektakulären Blick auf den Hafen ist ein besonderes Merkmal des Parks, dass er aus unterschiedlichen Inseln besteht, deren Gestaltung (Palmeninsel, Fliegender Teppich) und teils selbstironische Benennung (Open Air Solarium, Bambushain des bescheidenen Politikers) den Humor der planenden Anrainerinnen und Anrainer aus St. Pauli erkennen lässt.

## Trivia
Die sich im Antonipark befindlichen Palmen aus Metall dienen als Titelgeber der Kollaboalben des Hamburger Künstlers Bonez MC mit dem österreichischen Künstler RAF Camora unter den Titeln Palmen aus Plastik (2016) und Palmen aus Plastik 2 (2018). Weiterhin sind viele Teile der Musikvideos aus dieser Produktion und aus anderen Veröffentlichungen der 187 Strassenbande im Antonipark gedreht worden. Auch das Musikvideo zu Ahnma (2016) der Hamburger Hip-Hop-Musikgruppe Beginner hat eine kurze Einstellung mit Uwe Seeler im Park.